# Mavrodaphne

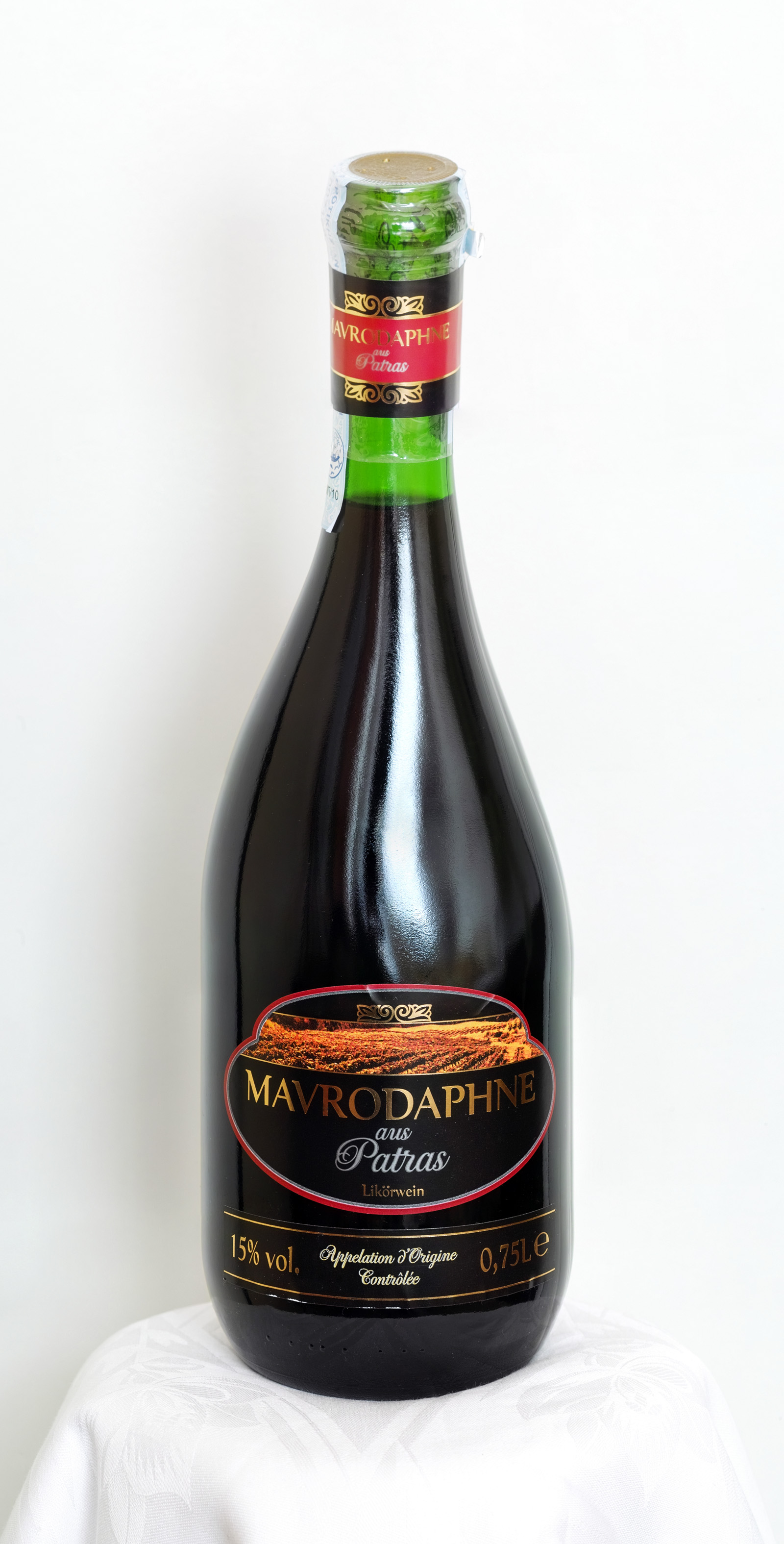
Mavrodaphne
lahev 0,75l

Mavrodaphne je označení pro sladké červené dezertní víno vyráběné v Řecku z bobulí stejnojmenné odrůdy. Řadí se mezi likérová vína, takže může obsahovat přídavek vinné pálenky. Historicky pochází z regionu Achaia na poloostrově Peloponesos

## Výroba

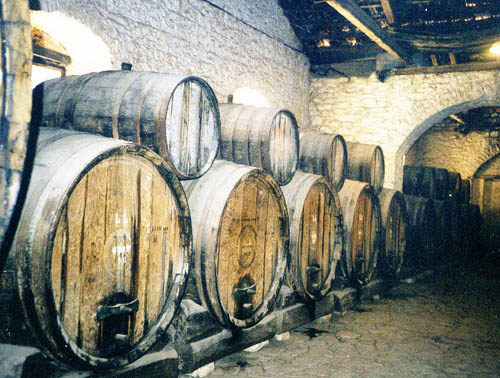
Sud na víno ve městě Achaia Clauss (Řecko)

K výrobě se používají hrozny odrůdy Mavrodaphne, případně v kombinaci s černým Korinthiaki. K fermentaci dochází ve velkých nádobách vystavených slunci. Fermentační proces je uměle ukončen přídavkem vinné pálenky získané z předchozí sklizně (tzv. fortifikace). Tím je ve víně zachován vyšší obsah zbytkového cukru a zároveň dosaženo obsahu alkoholu kolem 15%. Dále víno zraje ve sklepích, kde v (obvykle) menších sudech postupuje procesem známým pod názvem solera.
Ten se zakládá na mísení vín různých ročníků s využitím několika sudů. Při použití čtyř sudů je ve čtvrtém roce polovina sudu s nejstarším vínem stočena do lahví a zbytek doplněn ze sudu s o rok novějším vínem. V dalším roce je opět stočena polovina obsahu nejstaršího sudu (který již obsahuje směs 4 a 5 let starého vína) a opět doplněna z o rok mladší směsi a tak dále. Tímto postupem je zaručena rovnoměrná kvalita a rychlejší dosažení charakteristik starého (sudově zralého) vína.

## Charakter vína
Víno nabízí výrazně sladkou plnou ovocnou chuť s aromatem bylin, případně švestek, karamelu, rozinek nebo kávy. Barva bývá temná, proti světlu až červeno-hnědá. Víno je vhodné ke sladkým pokrmům, případně jako aperitiv. Kvůli vyššímu obsahu alkoholu se doporučuje chladit na 8-10 °C.
Mavrodaphne je také používáno jako surovina pro přípravu různých pokrmů, především ovocných dezertů.